# ヴァシュガン川
ヴァシュガン川（ヴァシュガンがわ、英語: Vasyugan、ロシア語: Васюга́н、ハンティ語: Э́ллё ёган、セリクプ語: Варӷ кы）は、ロシアを流れる川で、西シベリアの大河オビ川の左支流である。流域は広大な湿地帯が広がるが、石油や天然ガスの生産が盛んである。
長さは1,082km、流域面積は61,800平方kmにおよぶ。ヴァシュガン川は西シベリア低地中央部のオビ川とエルティシ川の間にある世界最大級の湿地帯・ヴァシュガン平原（面積50,000平方km）の北部に発する。この周囲はトムスク州とノヴォシビルスク州の境界に近く、海抜は140mである。ヴァシュガン川はトムスク州を北へ流れ、オビ川に合流する。下流付近の氾濫原では激しく蛇行し、多くの中州や三日月湖を形成する。河口付近での川幅は190m、水深は2.3mほどある。
合流点から63km遡った地点での流量は、およそ328m3/s（最小は2月の81.6m3/sで、最大は雪や氷が解ける6月の951m3/s）。ヴァシュガン川は11月から5月まで凍結する。ヴァシュガン川はオビ川合流点から886km上流まで航行可能である。
主な支流は、右岸にニューロルカ川（Нюролька）、チザプカ川（Чижапка）、左岸にチェルタラ川（Чертала）、ヤギリャハ川（Ягылъяха）などがある。